# Pigłowice
Pigłowice (prononciation : [piɡwɔˈvit͡sɛ]) est un village polonais de la gmina de Zaniemyśl dans le powiat de Środa Wielkopolska de la voïvodie de Grande-Pologne dans le centre-ouest de la Pologne.
Il se situe à environ 6 kilomètres au nord-est de Zaniemyśl (siège de la gmina), à 6 kilomètres au sud de Środa Wielkopolska (siège du powiat) et à 34 kilomètres au sud-est de Poznań (capitale régionale).

## Histoire
De 1975 à 1998, le village faisait partie du territoire de la voïvodie de Poznań.

Depuis 1999, Pigłowice est situé dans la voïvodie de Grande-Pologne.
Le village possède une population de 190 habitants en 2007.